# Janis Blaswich
Janis Jonathan Blaswich (Willich, 2 mei 1991) is een Duits voetballer die speelt als doelman. In juli 2022 verruilde hij Heracles Almelo voor RB Leipzig.

## Clubcarrière
Blaswich speelde in de jeugd van VfR Mehrhoog en kwam in 2006 terecht in de opleiding van Borussia Mönchengladbach. Bij die club zat hij enkele keren op de bank van het eerste elftal, maar tot een officieel optreden kwam het niet. In het seizoen 2015/16 werd hij verhuurd aan Dynamo Dresden. Bij Dynamo was hij eerste doelman en kwam hij tot dertig competitieoptredens in het jaar waarin de titel in de 3. Liga werd gewonnen. Het jaar erop bracht de sluitpost door op huurbasis bij Hansa Rostock. Ook bij Hansa was Blaswich eerste keeper en hij speelde vierendertig keer mee in de competitie.
In de zomer van 2018 maakte de Duitser transfervrij de overstap naar Heracles Almelo. Bij de Nederlandse club zette hij zijn handtekening onder een verbintenis voor de duur van drie seizoenen, met een optie op een jaar extra. Een maand voordat zijn contract zou aflopen, werd deze optie gelicht, waardoor hij tot medio 2022 kwam vast te liggen.
In februari 2022 werd bekend dat Blaswich aan het einde van het seizoen transfervrij zou overstappen naar RB Leipzig. Nog voor zijn vertrek degradeerde hij met Heracles uit de Eredivisie. Hij werd naar Leipzig gehaald als stand-in voor Péter Gulácsi, maar door blessureleed van die doelman kwam Blaswich steeds vaker in actie en hij debuteerde ook in de UEFA Champions League. In augustus 2023 werd de verbintenis van Blaswich opengebroken en met een jaar verlengd, tot medio 2026. In de zomer van 2024 huurde Red Bull Salzburg de doelman voor een jaar.

## Clubstatistieken
| Seizoen | Club                     | Competitie | Competitie | Competitie | Beker | Beker | Internationaal | Internationaal | Totaal | Totaal |
| Seizoen | Club                     | Competitie | Wed.       | Dlp.       | Wed.  | Dlp.  | Wed.           | Dlp.           | Wed.   | Dlp.   |
| ------- | ------------------------ | ---------- | ---------- | ---------- | ----- | ----- | -------------- | -------------- | ------ | ------ |
| 2015/16 | Borussia Mönchengladbach | Bundesliga | 0          | 0          | 0     | 0     | —              | —              | 0      | 0      |
| 2016/17 | → Dynamo Dresden         | 3. Liga    | 30         | 0          | 0     | 0     | —              | —              | 30     | 0      |
| 2017/18 | → Hansa Rostock          | 3. Liga    | 34         | 0          | 1     | 0     | —              | —              | 35     | 0      |
| 2018/19 | Heracles Almelo          | Eredivisie | 35         | 0          | 0     | 0     | —              | —              | 35     | 0      |
| 2019/20 | Heracles Almelo          | Eredivisie | 26         | 0          | 0     | 0     | —              | —              | 26     | 0      |
| 2020/21 | Heracles Almelo          | Eredivisie | 26         | 0          | 1     | 0     | —              | —              | 27     | 0      |
| 2021/22 | Heracles Almelo          | Eredivisie | 22         | 0          | 0     | 0     | —              | —              | 22     | 0      |
| 2022/23 | RB Leipzig               | Bundesliga | 26         | 0          | 5     | 0     | 6              | 0              | 37     | 0      |
| 2023/24 | RB Leipzig               | Bundesliga | 21         | 0          | 1     | 0     | 5              | 0              | 27     | 0      |
| 2024/25 | → Red Bull Salzburg      | Bundesliga | 11         | 0          | 2     | 0     | 9              | 0              | 22     | 0      |
| Totaal  | Totaal                   | Totaal     | 231        | 0          | 10    | 0     | 20             | 0              | 261    | 0      |

Bijgewerkt op 20 juli 2025.

## Interlandcarrière
In november 2023 werd Blaswich door bondscoach Julian Nagelsmann opgenomen in de selectie van het Duitsland voor interlands tegen Turkije en Oostenrijk. Hij kwam in deze duels niet in actie.

## Erelijst
| Competitie     |                |                |                |                |
| Competitie     | Aantal         | Jaren          |                |                |
| Dynamo Dresden | Dynamo Dresden | Dynamo Dresden | Dynamo Dresden | Dynamo Dresden |
| -------------- | -------------- | -------------- | -------------- | -------------- |
| 3. Liga        | 1              | 2015/16        |                |                |
| RB Leipzig     |                |                |                |                |
| DFB-Pokal      | 1              | 2022/23        |                |                |
| DFL-Supercup   | 1              | 2023           |                |                |